# Angolo giro
L'angolo giro è l'angolo compreso tra due semirette coincidenti che contiene tutto il piano.
Per definizione di grado e di radiante un angolo giro è un angolo di 360 gradi, ovvero di 2π radianti. Corrisponde al doppio dell'angolo piatto e al quadruplo dell'angolo retto.
Il seno di un angolo giro vale 0, il coseno 1, la tangente 0, la cotangente non è definita, ma tende a ±∞ quando l'argomento tende a 2π.

## Particolarità
- Sebbene visivamente e anche dal punto di vista della trigonometria l'angolo giro possa essere ritenuto uguale a un angolo a misura nulla, in base alla definizione di angolo data alla voce corrispondente la differenza è sostanziale, perché il primo contiene tutto il piano, il secondo neanche una parte.
- L'angolo giro è un angolo concavo.